# Лешниця (Благоєвградська область)
Ле́шниця (болг. Лешница) — село в Благоєвградській області Болгарії. Входить до складу общини Санданський.

## Населення
За даними перепису населення 2011 року у селі проживали 769 осіб.
Національний склад населення села:
| Національність   | Кількість осіб | Відсоток |
| ---------------- | -------------- | -------- |
| болгари          | 692            | 96,2%    |
| цигани           | 23             | 3,2%     |
| інша             | 0              | 0%       |
| Всього відповіли | 719            |          |

Розподіл населення за віком у 2011 році:
Динаміка населення: